# 新巴雷鲁
新巴雷鲁是巴西南大河州的一个市镇。总面积123.582平方公里，总人口3858人，人口密度31.2人/平方公里。